# Wolf (caballo)
Wolf (n.1987-f.2002) fue un caballo purasangre chileno de carreras que en el año 1991, después de 25 años, se convirtió en el primer campeón en ganar la Triple Corona Nacional de Chile (en 3 hipódromos diferentes), compuesta por los clásicos de Grupo 1 El Ensayo en el Club Hípico de Santiago, St. Leger en el Hipódromo Chile y El Derby del Valparaíso Sporting.

## Biografía
Nacido en el Haras Santa Amelia, sus padres fueron el reproductor Domineau y la yegua Luna Fría.
En su campaña en Chile, fue preparado por José Tomás Allende, su atención médica en fisiología y medicina deportiva estuvo a cargo del Dr. Rolando Carrillo D., su jinete fue Luis Muñoz y representó a su haras de origen, el Santa Amelia.
En 1989 Wolf fue vendido en la subasta del Haras Santa Amelia y adquirido por el entrenador Hernán Miranda para el "Stud Panamá", quién le encontró algunos problemas físicos al potrillo y lo devolvió a su criador, posteriormente el Haras Santa Amelia designó a José Tomás Allende como su nuevo entrenador.
Después de ganar en su debut el domingo 29 de abril de 1990, lideró el proceso generacional del Club Hípico, ganando los clásicos Raimundo Valdés C., Clásico Alberto Vial Infante, no corre la  Polla de Potrillos, para después de 3 meses reaparecer y ganar el Nacional Ricardo Lyon, la primera etapa de la Triple Corona Nacional, en El Ensayo ganó por amplia ventaja al ejemplar Vadero estableciendo un nuevo récord en (2:23 2/5) para los 2.400 m, récord que sigue vigente hoy en día.
En el St. Leger se enfrentó al campeón de 2 años del Hipódromo Chile, Memo, donde disputó la llamada carrera del siglo, venció por dos cuerpos, entremedio ganó el Gran Clásico Coronación. la última carrera de Wolf en Chile fue El Derby, donde nuevamente le gana a Memo, esta vez la ventaja que le sacó fue mayor.
Tras terminar la temporada con tres años fue retirado de las pistas chilenas, completando en 8 presentaciones igual número de triunfos, de los cuales 6 correspondieron al nivel de Grupo 1. Posteriormente es exportado a los Estados Unidos, continuando su campaña en el extranjero, aquí no logra reeditar los triunfos de su país natal. 
Después de sufrir una lesión fue retirado como semental en Kentucky para ser enviado posteriormente a Turquía donde falleció en el año 2002.

## Registro de carreras a los dos y tres años
Gana
- Iniciación
- Premio "Trevero" (Debut y salida de perdedores)
- Clásico Raimundo Valdés C. (Grupo III)
- Clásico Alberto Vial Infante (Grupo I)
- Nacional Ricardo Lyon (Grupo I)
- El Ensayo (Grupo I) (Récord de la distancia de 2400m Club Hípico de Santiago, 2:23:2/5)
- St. Leger (Grupo I)
- Gran Clásico Coronación (Grupo I)
- El Derby (Grupo I)